# Григорьев, Степан Алексеевич
Степан Алексеевич Григорьев (1839 или 1846,  3.04.1845 г., г. Пермь — 3 ноября 1874, Москва) — русский поэт-суриковец, самоучка, пермский купец 2-й гильдии..

## Биография
Из многодетной семьи пермского купца 3-й гильдии Григорьева Алексея Павловича (ум.  1848) и его жены дочери пермского купца Шипулиной Параскевы Никаноровны. Внук пермского мещанина П. А. Григорьева (ум. 1841 г.). Жена - Евгения Семеновна. Сын - Всеволод (род. 1874 г., жил в Перми). По торговым делам жил в с. Ильинском Пермского уезда и в с. Григорьевском Оханского уезда Пермской губернии. 
Писал стихи в духе народных песен. Одна из них — «То не туча плывет по небу» — напечатана в столичном журнале «Воскресный досуг» (1865, № 124). Песню заметил поэт Иван Суриков, руководивший литературным кружком литераторов-самоучек. Он попросил Григорьева прислать ему стихотворения для готовящегося сборник а «Рассвет». Так начинающий поэт из Перми познакомился с Суриковым, который ввёл его в мир писателей и стал для него верным другом и покровителем.
Иван Суриков отобрал для сборника «Рассвет» (вышел в 1872 году) пять произведений (стихов и прозы) Григорьева, остальные предложил издать отдельной книжкой, которая вышла в конце 1872 года под названием «Стихотворения» (с посвящением Ивану Сурикову) и доставила автору несказанную радость. Стихи впрочем слабые, подражательные, но они выстраданы, переполнены картинами безрадостной человеческой жизни и во многом отображают судьбу автора. В начале 1870-х годов печатался в «Иллюстрированной газете», где публиковались и другие поэты-суриковцы.
Неожиданно разыгралась семейная драма: близкий друг поэта увёл от него жену. Ошеломленный предательством жены и друга, Степан Григорьев поехал в Москву к Сурикову, чтобы излить ему душу. По его совету он продал свои лавки, вернулся в Москву и стал работать артельщиком на Смоленско-Брестской железной дороге, проживал в Брест-Литовске, а затем на одной из маленьких станций неподалёку от него.
Однако работа не облегчила его страдания, и поэт начал искать забвение в спиртном. Беспорядочная, пьяная жизнь привела к расстройству душевного и физического здоровья: Григорьев опустился, потерял работу, заболел чахоткой и вновь приехал к Сурикову. Почти два месяца он жил на содержании у друга, пытавшегося устроить его в Мариинскую больницу, где тот и умер 3 ноября 1874 году в возрасте 35 лет от чахотки. Московские поэты похоронили Григорьева на Ваганьковском кладбище рядом с могилой А. И. Левитова.